# Guy Bertin
Pour les articles homonymes, voir Bertin.
Pas d'image ? Cliquez ici
Guy Bertin est un pilote de vitesse moto français né le 25 novembre 1954 à Aix-les-Bains.
Il a commencé sa carrière en Grand Prix en 1977 sur Yamaha en 250 cm3 au Grand Prix de France. En 1978, il participe à quelques courses en catégorie 250 et en 350 cm3.
 Puis en 1979, on le voit en 125 et 250 cm3. Il aura cette année-là l'occasion de prendre le guidon de la Motobécane 125 officielle pour les trois derniers GP de la saison, à la suite de la chute du titulaire Thierry Espié à Assen. Après une encourageante troisième place en Grande-Bretagne, il devient le premier pilote Français à remporter un GP sur une machine Française en Tchécoslovaquie. Puis il connaitra l'apothéose en remportant un homérique GP de France au Mans, sur le circuit Bugatti, devant un public Français en délire après une lutte titanesque avec la star des petites cylindrées, le multi-titré Angel Nieto, qui chutera au dernier virage du dernier tour en tentant le tout pour le tout. En 1980 et 1981 en 125 cm3.
1982 le voit passer à la catégorie reine, la 500 cm3 pour 1 course, puis retourne en 250 cm3 de 1983 à 1988.
Sa meilleure année a été 1980 quand il courait pour l'écurie d'usine Motobécane avec qui il gagna 3 courses et finit vice-champion du monde des pilotes catégorie 125 cm3 derrière l'italien Pier Paolo Bianchi sur MBA.
Il a marqué 162 points au championnat du monde des pilotes catégorie 125 cm3, 54 points en catégorie 250 cm3 et 5 points en catégorie 350 cm3 durant sa carrière en Grand Prix.
En 1983, il remporte le Bol d'or et en 1985, les 24 Heures du Mans moto.
Guy Bertin est le seul pilote à avoir remporté le Bol d'or, les 24 heures du Mans et le grand prix de France au cours de sa carrière.
Guy Bertin aujourd'hui fait les beaux jours de l'ICGP où il court en 2012 sur une Kawasaki KR 350.
Le 21 octobre 2012, il réussit l'exploit de faire gagner (43 ans après sa première victoire) la Honda 750 Four au Bol d'or Classic.
En 2017 nouveau pari pour Guy Bertin, il rejoint le championnat Klass gp avec une aprilia Rsw 250 et remporte le titre
2018 il finit 3e du championnat klass gp apres une grosse chute a la course de magny cours et une casse moteur au paul ricard toujours avec une aprilia rsw 250

## Carrière en Grand Prix
| Année | Cat.    | Équipe | Moto       | GP | Vict. | Podiums | Poles | Mtour | Pts | Position |
| ----- | ------- | ------ | ---------- | -- | ----- | ------- | ----- | ----- | --- | -------- |
| 1977  | 250 cm3 |        | Yamaha     | 3  | 0     | 0       | 0     | 0     | 11  | 18e      |
| 1978  | 250 cm3 |        | Yamaha     | 1  | 0     | 0       | 0     | 0     | 1   | 28e      |
| 1978  | 350 cm3 |        | Yamaha     | 1  | 0     | 0       | 0     | 0     | 5   | 18e      |
| 1979  | 125 cm3 |        | Motobécane | 3  | 2     | 3       | 0     | 0     | 40  | 6e       |
| 1979  | 250 cm3 |        | Yamaha     | 1  | 0     | 0       | 0     | 0     | 6   | 24e      |
| 1980  | 125 cm3 |        | Motobécane | 6  | 3     | 6       | 0     | 0     | 81  | 2e       |
| 1981  | 125 cm3 |        | Sanvenero  | 4  | 1     | 3       | 0     | 0     | 40  | 6e       |
| 1982  | 500 cm3 |        | Sanvenero  | 1  | 0     | 0       | 0     | 0     | -   | -        |
| 1983  | 250 cm3 |        | MBA        | 8  | 0     | 0       | 0     | 0     | 7   | 20e      |
| 1984  | 250 cm3 |        | MBA        | 8  | 0     | 0       | 0     | 0     | 23  | 11e      |
| 1985  | 250 cm3 |        | Malanca    | 2  | 0     | 0       | 0     | 0     | -   | -        |
| 1986  | 250 cm3 |        | Parisienne | 3  | 0     | 0       | 0     | 0     | -   | -        |
| 1987  | 250 cm3 |        | Honda      | 15 | 0     | 0       | 0     | 0     | 1   | 25e      |
| 1988  | 250 cm3 |        | Yamaha     | 6  | 0     | 0       | 0     | 0     | 5   | 35e      |